# 6549 Skryabin
6549 Skryabin (1988 PX1) là một tiểu hành tinh vành đai chính được phát hiện ngày 13 tháng 8 năm 1988 bởi E. W. Elst ở Đài thiên văn Haute-Provence. Nó được đặt theo tên Alexander Scriabin, a Russian composer.